# Politique au Liechtenstein

Logotype du parti des indépendants

Le Liechtenstein est une monarchie parlementaire. Le chef de l'État est le prince régnant Hans-Adam II de Liechtenstein, représenté par son fils le prince Alois de Liechtenstein depuis le 15 août 2004 avec le titre de Stellvertreter.

## Les organes
Le gouvernement est nommé par le parlement, le Landtag du Liechtenstein, qui est renouvelé tous les quatre ans. Les deux partis principaux, le Parti des citoyens progressistes (FBP) et l'Union patriotique (VU) dominent la vie politique. Ils ont dirigé en alternance entre 1938 et 1997 la coalition gouvernementale. Entre 1997 et 2001, un gouvernement VU lui a succédé puis un gouvernement FBP jusqu'en 2005 et à nouveau une coalition des deux partis depuis cette date. Enfin, à la suite des élections de février 2009, un nouveau gouvernement a été formé, dirigé par Klaus Tschütscher (VU) depuis le 25 mars. Il comprend cinq membres : trois de VU et deux du FBP.
Depuis 1993, un troisième parti siège à l'assemblée (Landtag), la Liste libre (Freie Liste), écologiste et progressiste, qui après avoir obtenu 13 % des voix et 3 élus en 2005 est retombé à 8,9 % quatre ans plus tard et ne détient plus qu'un seul siège.
Le Liechtenstein est, avec la Suisse, le pays européen où les outils de démocratie directe (initiative populaire et référendum) sont les plus développés. Une initiative populaire, pour être valable, doit récolter 1 000 signatures de citoyens (pour un référendum législatif) ou 1 500 (pour un référendum constitutionnel), dans un délai de six semaines. Dès que le nombre de signatures est atteint, le Parlement se prononce sur l'initiative. S'il l'accepte, l'initiative entre en vigueur. S'il la refuse, elle est soumise au référendum et les citoyens doivent décider par vote. Le Prince peut cependant refuser de ratifier une décision du Landtag ou du peuple.

## Histoire récente
En 1924, le Liechtenstein réalise une union douanière avec la Suisse et adopte également le franc suisse comme monnaie nationale. Un accord particulier avec la Suisse exige que tout accord international conclu par le Liechtenstein doit être approuvé par la Suisse.
Le droit de vote n'est accordé aux femmes qu'en 1984.
En 1990, le Liechtenstein devient membre de l'ONU; l'année suivante, il devint membre à part entière de l'AELE, ses intérêts dans cet accord étant jusqu'alors représentés par la Suisse.
En 1995, il entre dans l'EEE ce qui nécessite des aménagements douaniers, la Suisse ayant refusé d'y adhérer en 1992.
En 2003, une polémique a lieu en dehors du Liechtenstein lors d'une modification de la Constitution, les amendements proposés renforçant le pouvoir du prince régnant et la commission de Venise ayant été critique envers quelques modifications . De plus le prince Hans-Adam II menace de s'exiler dans ses résidences autrichiennes si ces modifications sont refusées. Finalement le peuple liechtensteinois accepte lors d'une votation populaire (référendum) le renforcement des pouvoirs du prince.
Le 1er juillet 2012, les électeurs du Liechtenstein se prononcent lors d'un référendum sur une éventuelle réduction des pouvoirs du prince. Le non l'emporte assez largement avec 76,1 %.
Le catholicisme est très ancré dans la politique de ce pays, comme en témoigne l'opposition constante de la population à une autorisation de l'avortement.